# Gai Calvisi Tul·lus
Gai Calvisi Tul·lus (llatí: Gaius Calvisius Tullus) va ser un magistrat romà que va viure durant els imperis de Domicià, Nerva i Trajà.
Va ser cònsol junt amb Aulus Corneli Palma l'any 109. L'esmenten els Fasti. La Història Augusta diu que es va casar amb Catília i que entre els seus fills hi havia Domícia Lucil·la, que va ser mare de l'emperador Marc Aureli.